# Зустріч Яна ІІІ Собеського з імператором Леопольдом після перемоги під Віднем
Зустріч Яна ІІІ Собеського з імператором Леопольдом після перемоги під Віднем — картина історичного жанру польського художника Артура Гроттгера (1837-1967).

## Переможна баталія Яна ІІІ Собеського
Стосунки між імператором Австрії Леопольдом та королем Речі Посполитої Яном ІІІ Собешиним були союзницькими. У випадку навали турків вони мали виступати разом. Так і сталося, коли з боку турків-османів розпочалася облога Відня 1683 року.
За свідченням архівів, в битві під Віднем брали участь 22 000 вояків. Військо Яна ІІІ було скомплектоване з вихідців Львівщини, Тернопільщини, Підляшшя, Холмщини, Поділля, Волині і нараховувало 13 000 українських вояків і козаків ( тобто 59 відсотків вояків ). Баталія з турками-османами відбулася 12 вересня 1683 року і закінчилася перемогою з'єднаного війська Яна ІІІ Собешина. Отримала назву - Віденська відсіч. Це припинило просування турків-загарбників на північний захід в Європі.
Сам Ян ІІІ вважав перемогу під Парканами (на території сучасної Словаччини) навіть більш значущою, ніж Віденську відсіч, котра, однак, мала важливе символічне значення. Військові перемоги тої доби мали велике значення як для історії Австрії, Речі Посполитої, України в її складі, Литви, так і для християнської Європи взагалі. Тому ніяк не можуть розглядатися як приналежність тільки польської історії, як не була приналежністю тільки польської історії Грюнвальдська битва 1410 року, «привласнена» і опрацьована польським мистецтвом і польськими художниками.

## Мультикультуралізм і Гроттгер

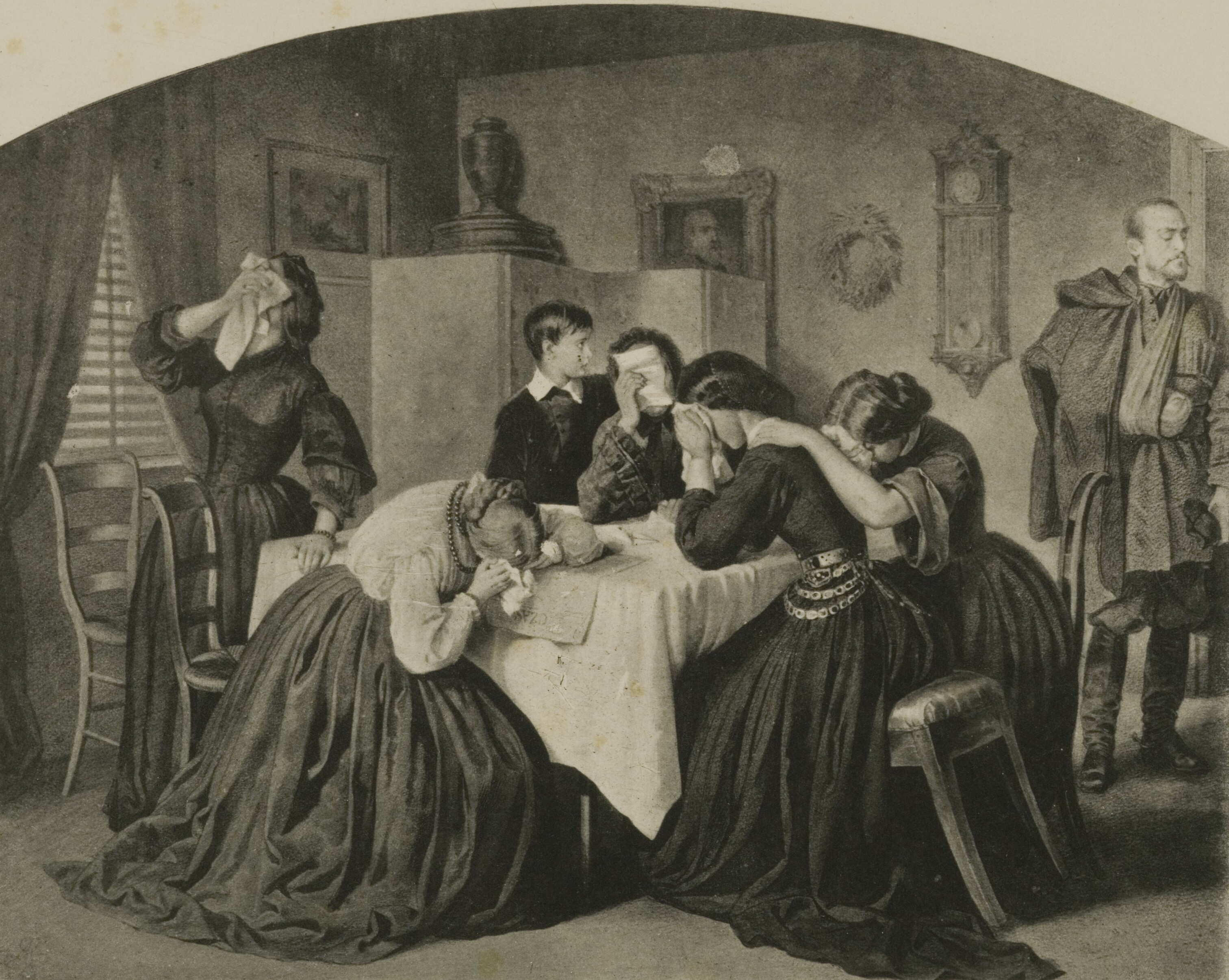
А. Гроттгер. Серія «Польща», аркуш «Новини про вбитих в постанні», Будапешт

Артур Гроттгер походив з інтернаціональної родини : батько був австрійцем, мати - полькою, а сам народився на землях України. Отже, творчість австрійця Гроттгера слід вважати надбанням трьох культур — української, польської і австрійської. Художнє навчання отримував в Відні. Ймовірно, і в родині розмовляли не менш як двома мовами. Знання німецької дозволило Гроттгеру досить повно інтегруватися в життя Австро-Угорщини, бо його вважали своїм і навіть надали імператорську стипендію. Вона була єдиним стабільним прибутком митця.
В Відні художник і прожив більшу частину свого короткого життя, співпрацював з багатьма австрійськими періодичними виданнями. Гроттгер підтримав поляків під час Січневого постання 1862—1863 рр. проти царату, яке мало характер партизанської війни і яке закінчилося поразкою. Під час війни загинуло 38 000 польських вояків, низка була заслана до Сибіру, польські землі вимушено покинуло 10 000 емігрантів. На колишніх польських землях посилились репресії та русифікація. Репресії торкнулися і Гроттгера, якого за доносами імператор Австрії позбавив стипендії і той почав жебракувати.

## Опис твору
Але напередодні трагічних подій, 1859 року Гроттгер створив картину історичного жанру «Зустріч Яна ІІІ Собеського з імператором Леопольдом після перемоги під Віднем», яка прихильно торкалась спільної історії Австійської імперії і Речі Посполитої, що мала в 17 ст. всі ознаки і імперії, і супердержави в центральній Європі. Подано зустріч австрійського імператора з королем Яном ІІІ Собеським, що керував поєднаним військом литвинів, українців, поляків. Художник інтерпретує тему зустрічі майже побутово, без зайвого пафосу і піднесення, притаманного картинам Яна Матейко. Значення особи полководця Яна ІІІ Собеського підкреслено розташуванням в центрі полотна і червоною драперією, хоча він і поданий дещо нижче за зображення імператора Австрії. Відмовився Гроттгер і від зайвої алегоричності, притаманної картинам доби бароко, і від театралізації. Адже театральність з ретельним відтворенням історичних костюмів і реквізиту була характерною ознакою багатьох картин академізму і салонного мистецтва (Жан Жером, «Убий його!» (або «Пальці униз» ), 1872, США, Александр Кабанель, «Цариця Клеопатра перевіряє дію отрути на в'язнях». Антверпен, 1887, Йозеф Губерт Ліс, «Колумб перед католицькими королями Ізабелою та Фердинандом», Бенчур, «Прощання з Ласло Хуняді», 1866 )

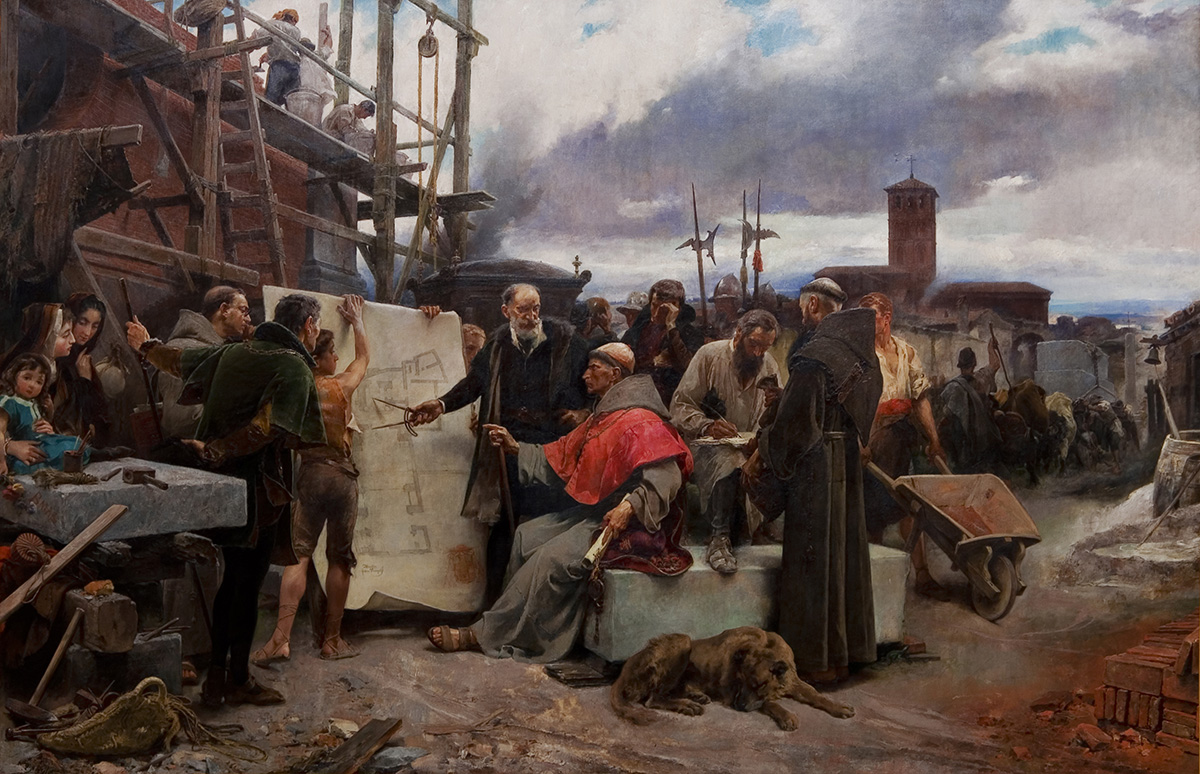
Алехандро Феррант, «Кардинал Сіснерос засновує шпиталь Ільєскас в Толедо»
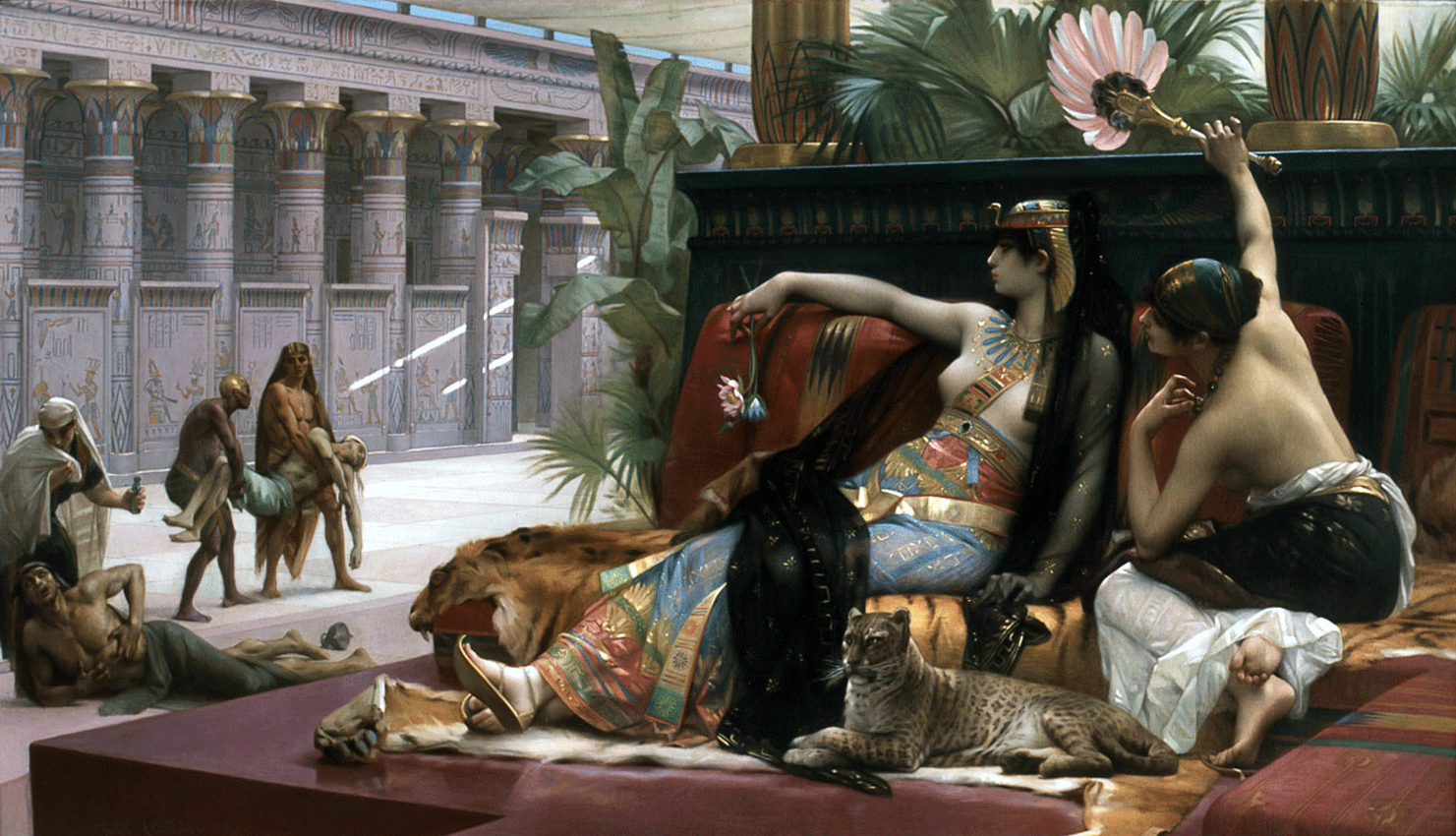
Александр Кабанель, «Цариця Клеопатра перевіряє дію отрути на в'язнях». Антверпен.
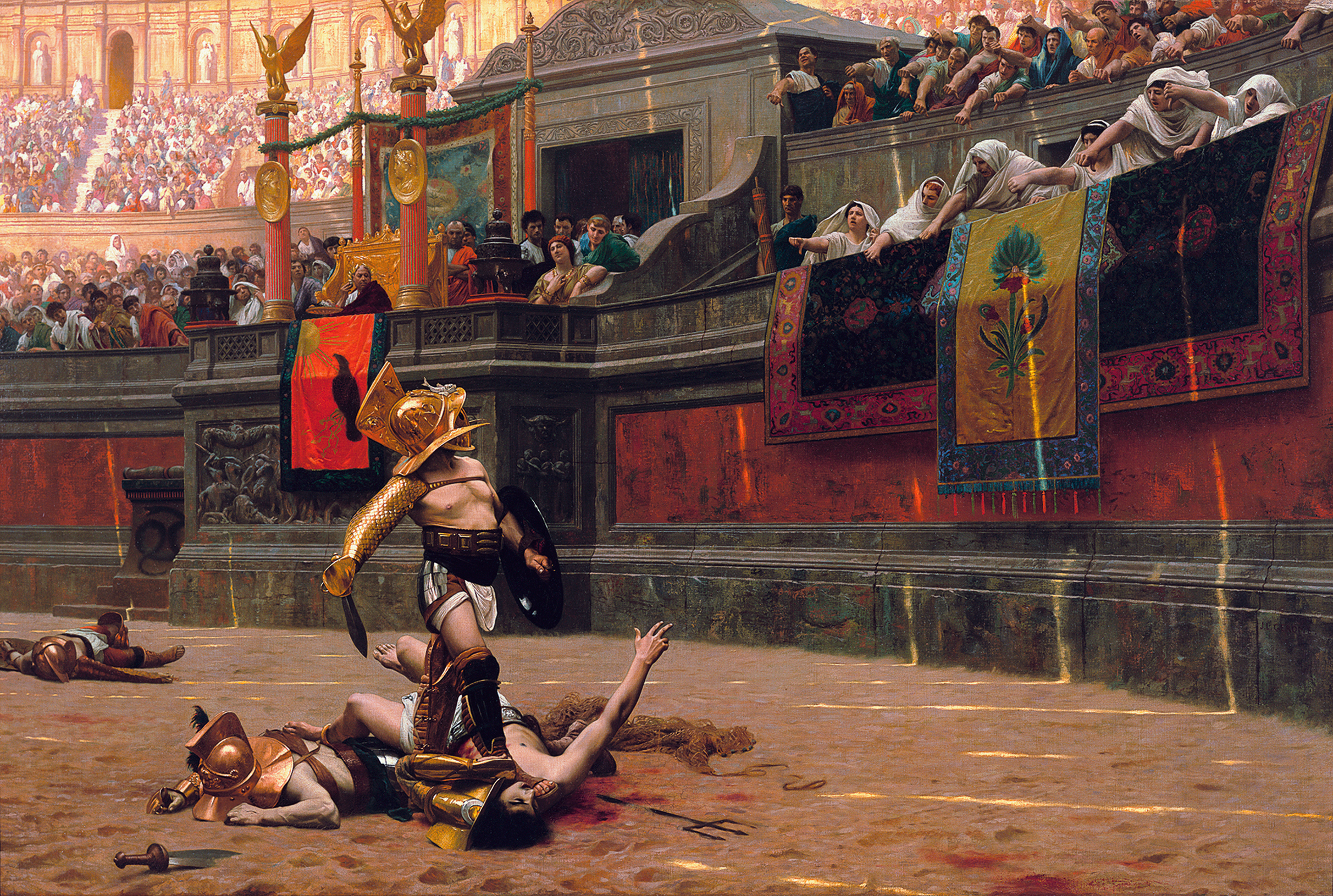
Жан Жером, «Убий його!» (або «Пальці униз»), Фенікс, США
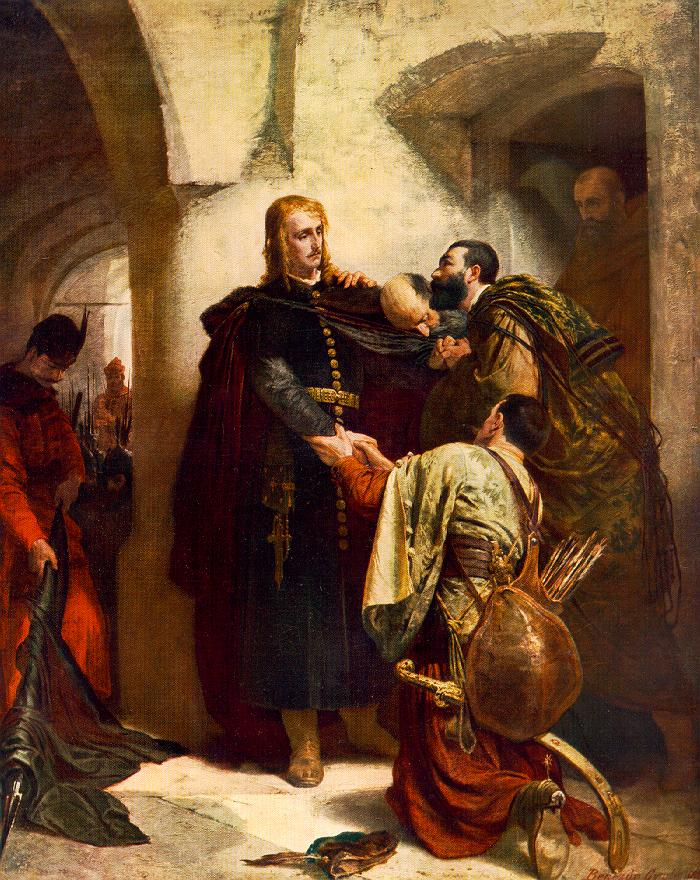
Бенчур, «Прощання з Ласло Хуняді», 1866